# Boronia oxyantha
Boronia oxyantha là một loài thực vật có hoa trong họ Cửu lý hương. Loài này được Turcz. mô tả khoa học đầu tiên năm 1852.